# ماري، ملكة الإسكتلنديين
ماري، ملكة الإسكتلنديين هو فيلم من نوع سيرة ذاتية ودراما أُصدر في 1971. الفيلم من إنتاج وتوزيع يونيفرسال بيكشرز. وهو من إخراج Charles Jarrott ‏، أما السيناريو فكان من كتابة John Hale ‏. من تأليف جون ويليام (قس).

## القصة
تقع أحداث الفيلم في إسكتلندا. وقصة الفيلم الرئيسية حول عقوبة الإعدام.

## طاقم التمثيل
- نايجل دافنبورت
- دانيال ماسي
- غليندا جاكسون
- فيرنون دوبتشيف
- إيان هولم
- جيريمي بولوك [الإنجليزية]‏
- باتريك ماكجوهان
- تريفور هوارد
- Richard Warner  [لغات أخرى]‏
- فانيسا رديغريف
- تيموثي دالتون
- ماريا أيتكن
- روبرت هاردي

## الإنتاج
موسيقى الفيلم التصويرية كانت من تأليف جون باري.

## وصلات خارجية
- ماري، ملكة الاسكتلنديين على موقع IMDb (الإنجليزية)
- ماري، ملكة الاسكتلنديين على موقع الموسوعة البريطانية (الإنجليزية)
- ماري، ملكة الاسكتلنديين على موقع روتن توميتوز (الإنجليزية)
- ماري، ملكة الاسكتلنديين على موقع نتفليكس (الإنجليزية)
- ماري، ملكة الاسكتلنديين على موقع ألو سيني (الفرنسية)
- ماري، ملكة الاسكتلنديين على موقع Turner Classic Movies (الإنجليزية)
- ماري، ملكة الاسكتلنديين على موقع أول موفي (الإنجليزية)
- ماري، ملكة الاسكتلنديين على موقع فيلمافينيتي (الإسبانية)
- ماري، ملكة الاسكتلنديين على موقع قاعدة بيانات الفيلم (الإنجليزية)
- ماري، ملكة الاسكتلنديين على موقع ليتربوكسد (الإنجليزية)